# Speleotettix tindalei
Speleotettix tindalei är en insektsart som beskrevs av Lucien Chopard 1944. Speleotettix tindalei ingår i släktet Speleotettix och familjen grottvårtbitare. Inga underarter finns listade i Catalogue of Life.